# Sankta Maria kyrka, Åhus
Sankta Maria kyrka, kyrkobyggnad i Åhus. Den tillhör Åhus församling i Lunds stift.

## Historia
Sankta Maria kyrkas äldsta delar uppfördes på 1100-talet, då ärkebiskopsstolen i Lund blev ägare till området vid Helge å. När Åhus på 1200-talet utvecklades till att bli en köpstad utvidgades kyrkan; bland annat utökades långhuset med i väster med 25%. Antagligen täcktes det samtidigt med nuvarande valv som stöder på tre kraftiga mittpelare.

## Exteriör

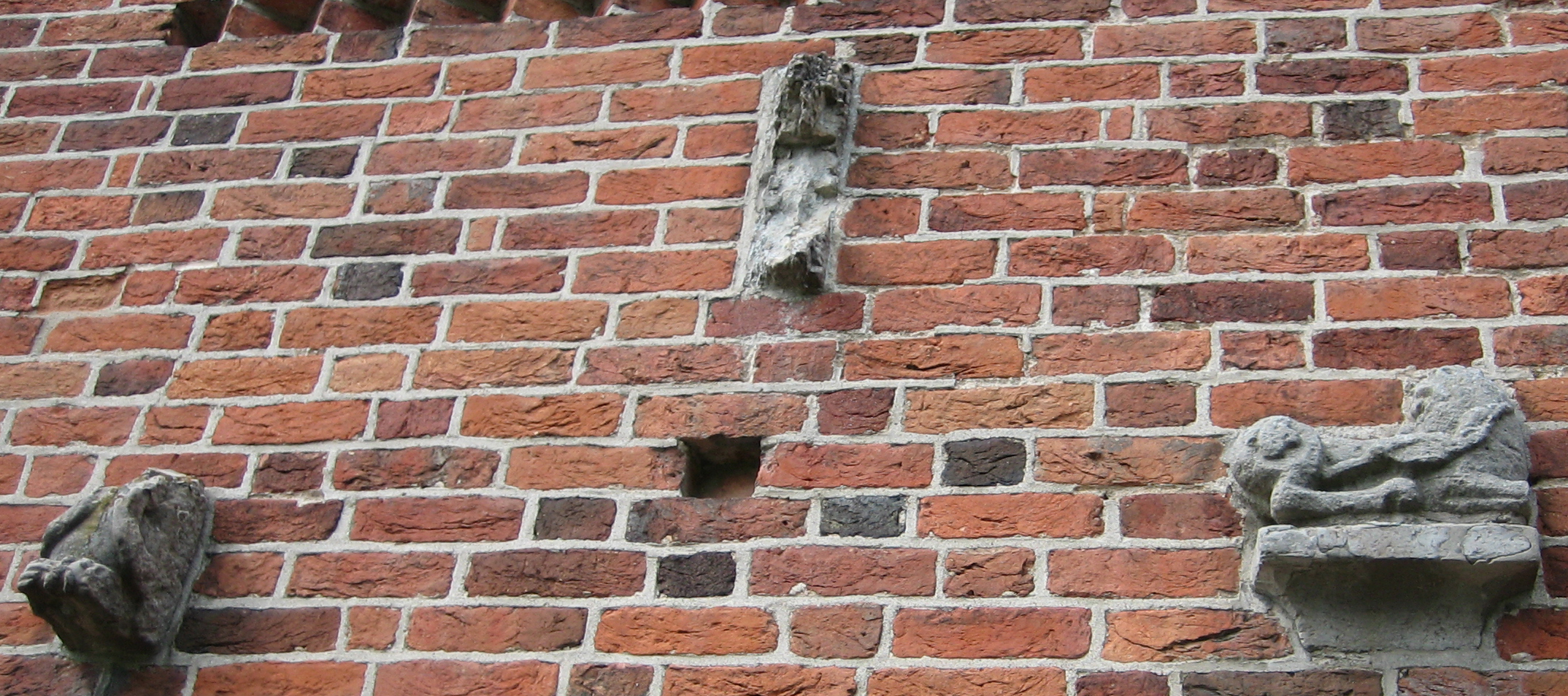
Några av de skulpturer som härstammar från den äldsta kyrkan.

På fasaden till den södra ingången finns åtta skulpturer som antagligen suttit runt den ursprungliga 1100-talskyrkans ingång. Sydportalen är mycket mer skulpterad än västportalen. Syd- och västportalernas övre delars treklöverform är för Skåne unik, och närmaste motsvarighet finns i Visby domkyrka och i tyska Sachsen, exempelvis Magdeburg. Västportalens placering är emellertid inte ursprunglig, utan utgjorde på 1200-talet kyrkans norra ingång.
Invid korets norra vägg uppfördes efter 1200-talet en sakristia och utanför långhusets ingångar i söder och norr byggdes vapenhus. Idag återstår bara det södra vapenhuset, och intill detta finns också ett större kapell bekostat av Åhus skomakareämbete och invigt 1510. Kyrkan har sedan dess byggts om och byggts till åtskilliga gånger. I slutet av medeltiden restes kyrktornet i väster.  Domkyrkoarkitekt Theodor Wåhlin restaurerade kyrkan 1905.

## Interiör
En renovering av kyrkans inre gjordes 1997–98.

## Inventarier
Dopfunten är kyrkans äldsta inventarie från 1100-talet, och är av grönaktig kalksten och har en enkel romansk form utan skulpturdekor. Över dopfunten hänger en snidad och målad baldakin av trä från 1600-talet. Denna ansluter sig i stil till altare och predikstol.
Predikstolen från 1600-talet pryds av bilder av Paulus och de fyra evangelisterna i skickligt utförd renässansstil.
Altaruppsatsen är gjord 1636 och är ett utmärkt exempel på den skånsk-danska kyrkokonstens storhetstid. I mittpartiet framställs nattvardens instiftande, vilket inramas av fint snidade bilder och ornament. En konservering av altaruppsatsen gjordes 1996, och man upptäckte då att de ursprungliga färgerna bevarats under senare tiders övermålningar. De ursprungliga färgerna är nu framtagna. Målaren var Christoffer Kjelsen från Lund.
Orgelfasaden är i gustaviansk stil och prydd med Gustav III:s namnchiffer. Orgelverket har ombyggts åtskilliga gånger, senast 1999, Ombyggnaden gjordes av A. Mårtenssons Orgelfabrik AB i Lund. Orgeln har 42 stämmor. Orgeln stod ursprungligen i långhusets sydvästra del i anslutning till en läktare, men när läktaren togs bort 1905 flyttades orgeln till öppningen till Skomakarekapellet.
På långhusets norra vägg hänger ett par epitafier till minne av Åhus siste borgmästare, Claus Hansen samt rådmannen Måns Hindrichsen - förnämliga prov på Kristian IV-tidens konst.
Kyrkan har ett votivskepp vid namn "Martin Luther". Detta tillverkades 1905 av Anders Glifberg.
Mariakyrkan äger en del värdefulla textilier, bland annat en röd mässhake och ett antependium med guldbrodyr från 1600-talet.
Bland Mariakyrkans silverskatt kan nämnas en vinkanna karolinsk stil gjord 1709 av silversmeden Conrad Kampf i Kristianstad. Nattvardskalken i sen barockstil skall enligt inskrift vara omgjord 1749, men antas vara i princip nygjord detta år av Zacharias Meyer, verksam 1711-1758 i Karlshamn. Kyrkan äger också en större vinkanna av Magnus Ljungqvist i Kristianstad från 1820. Ljungqvist har även tillverkat kyrkans sockenbudstyg samma år.

Kyrkans innerväggar har kalkmålningar utförda ungefär mellan 1275 och 1300 och i långhusets västdel dekorerades den under sent 1400-tal, av Everlövsmästaren. Målningarna överkalkades, men togs fram 1905 vid en restaurering. De kalkades sedan över igen, men togs slutligen fram år 1950.

### Orgel
- 1685 byggdes här en orgel med 8 stämmor.
- 1789 byggde Andreas Malmlöf, Malmö en orgel med 9 stämmor.[3]
- 1909 byggde Eskil Lundén, Göteborg en orgel
- 1936 byggde Bo Wedrup, Uppsala en orgel med 20 stämmor.
- 1970 byggdes en ny orgel av A. Mårtenssons Orgelfabrik AB, Lund. Orgeln hade mekanisk traktur och elektrisk registratur med en fri kombination och en fast kombination:

| Huvudverk I      | Svällverk II      | Pedal           | Koppel |
| Gedagtpommer 16´ | Rörflöjt 8´       | Subbas 16´      | I/P    |
| Principal 8´     | Spetsgamba 8'     | Gedagtpommer 8' | II/P   |
| Gedagt 8´        | Principal 4'      | Nachthorn 4'    | II/I   |
| Octava 4'        | Koppelflöjt 4'    | Fagott 16'      |        |
| Flöjt 4'         | Waldflöjt 2'      |                 |        |
| Kvinta 2 2/3'    | Nasat 1 1/3'      |                 |        |
| Octava 2'        | Sesquialtera 2 k  |                 |        |
| Mixtur 4 chor    | Scharff 2 k       |                 |        |
| Trumpet 8'       | Oboe 8'           |                 |        |
|                  | Crescendosvällare |                 |        |

Nuvarande orgel byggde 1999 av samma firma. Orgeln fick 42 stämmor på tre manualer och pedal:
I H: Gedagtpommer 16, Principal 8, Dubbelflöjt 8, Octava 4, Spetsflöjt 4, Kvinta 2 2/3, Octava 2, Trumpet 8, Klockspel
II Pos: Rörflöjt 8, Kvintadena 8, Principal 4, Koppelflöjt 4, Waldflöjt 2, Sivflöjt 1, Sesquialtera 2 k, Scharff 3 k, Krumhorn 8
III S: Gedagt 16, Flöjt harmonik 8, Gedagt 8, Gamba 8, Celeste 8, Principal 4, Flöjt 4, Nasat 2 2/3, Flöjt 2, Ters 1 3/5, Mixtur 3-5 k, Fagott 16, Trumpet 8, Oboe 8, Trumpet 4, Tremulant
P: Subbas 32, Principal 16, Subbas 16, Octava 8, Gedagtpommer 8, Nachthorn 4, Rauskvint 4 k, Basun 16, Trumpet 8

#### Kororgel
Den nuvarande kororgeln byggdes 1984 av Åkerman & Lund, Knivsta och är en mekanisk orgel.
| Manual         | Pedal   |
| Gedagt 8'      | Bihängd |
| Gedagtflöjt 4' |         |
| Principal 2'   |         |
| Kvinta 1 1/3'  |         |

## Galleri

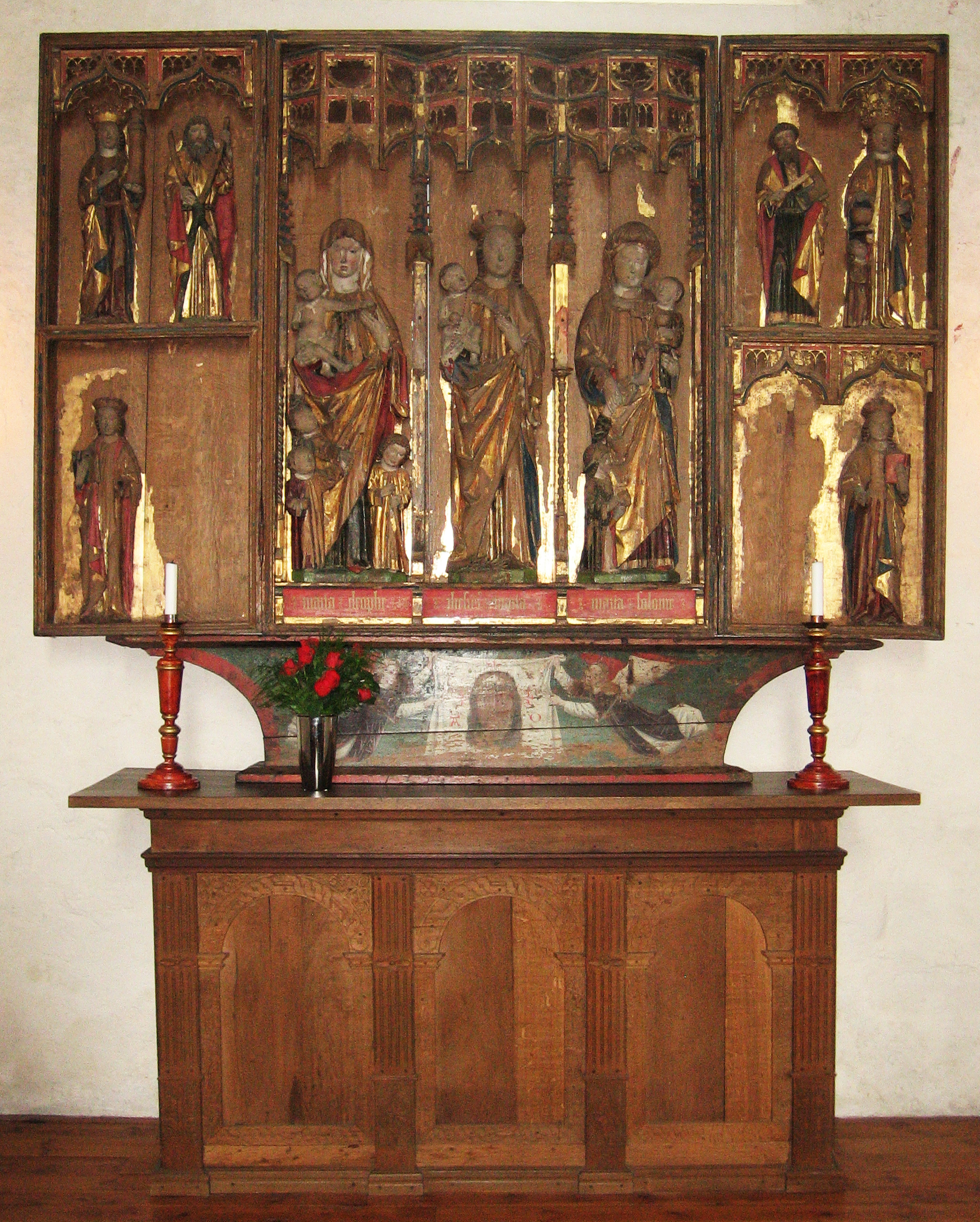
Triptyk från 1400-talet
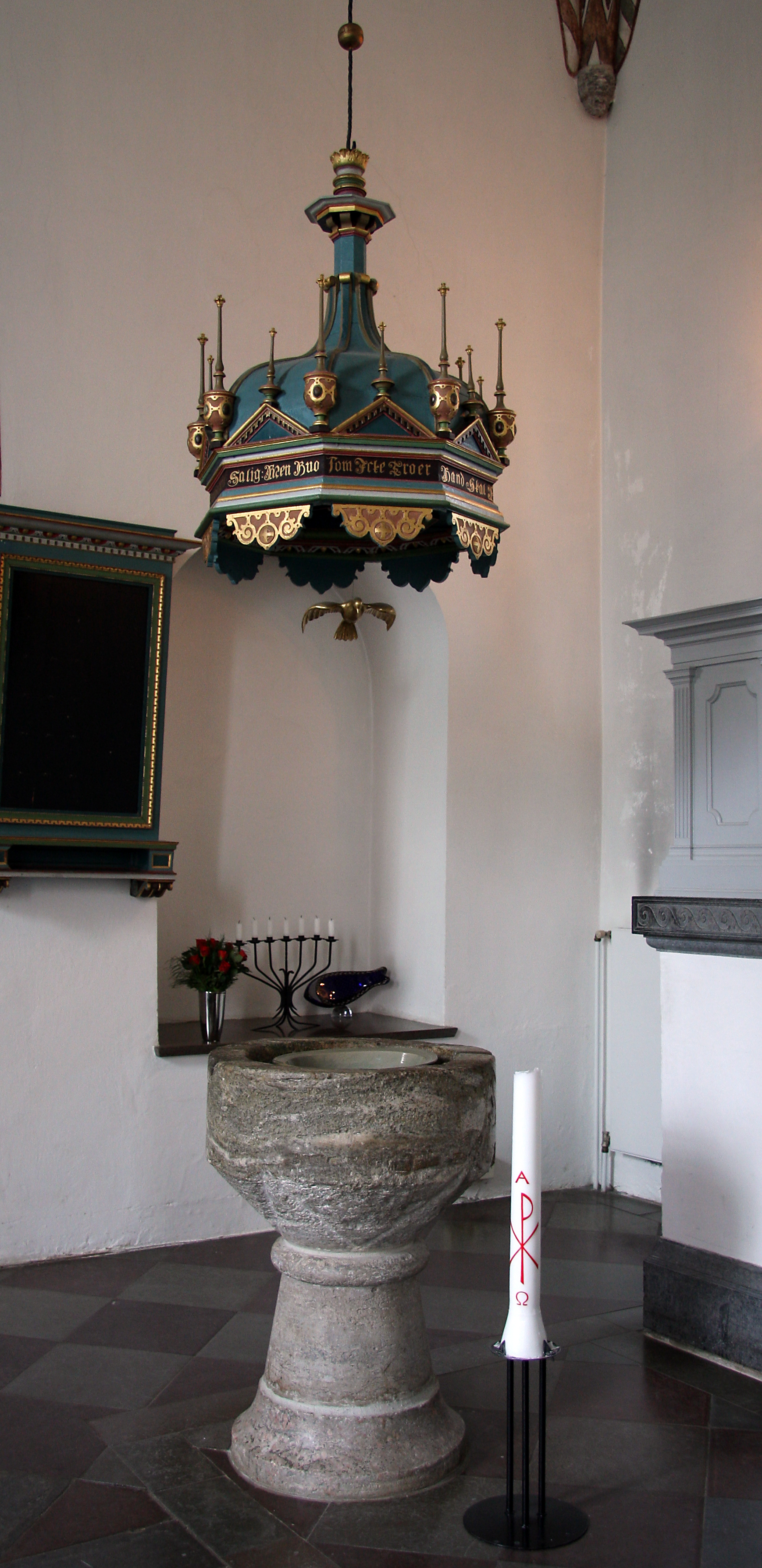
Dopfunt
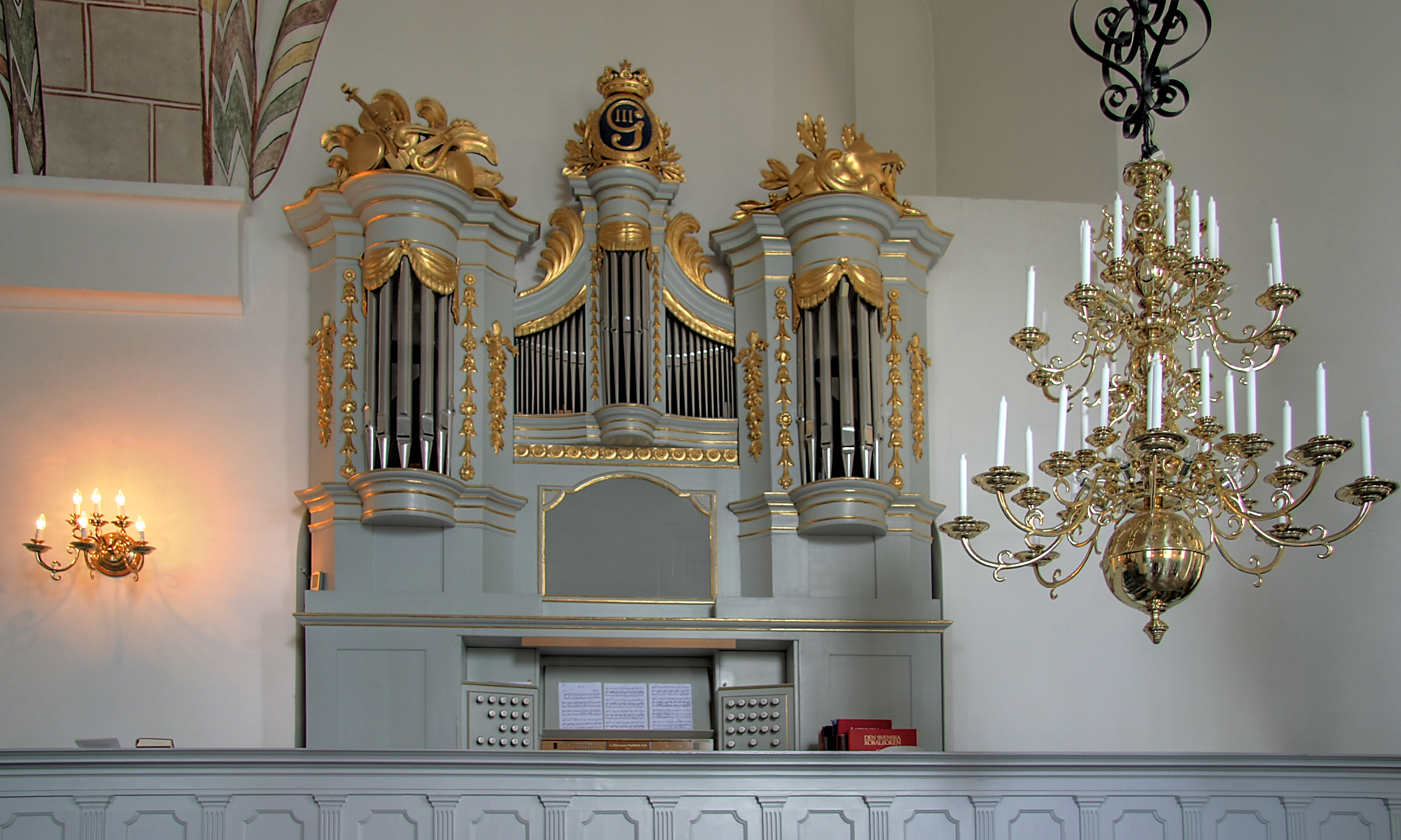
Orgel från 1998
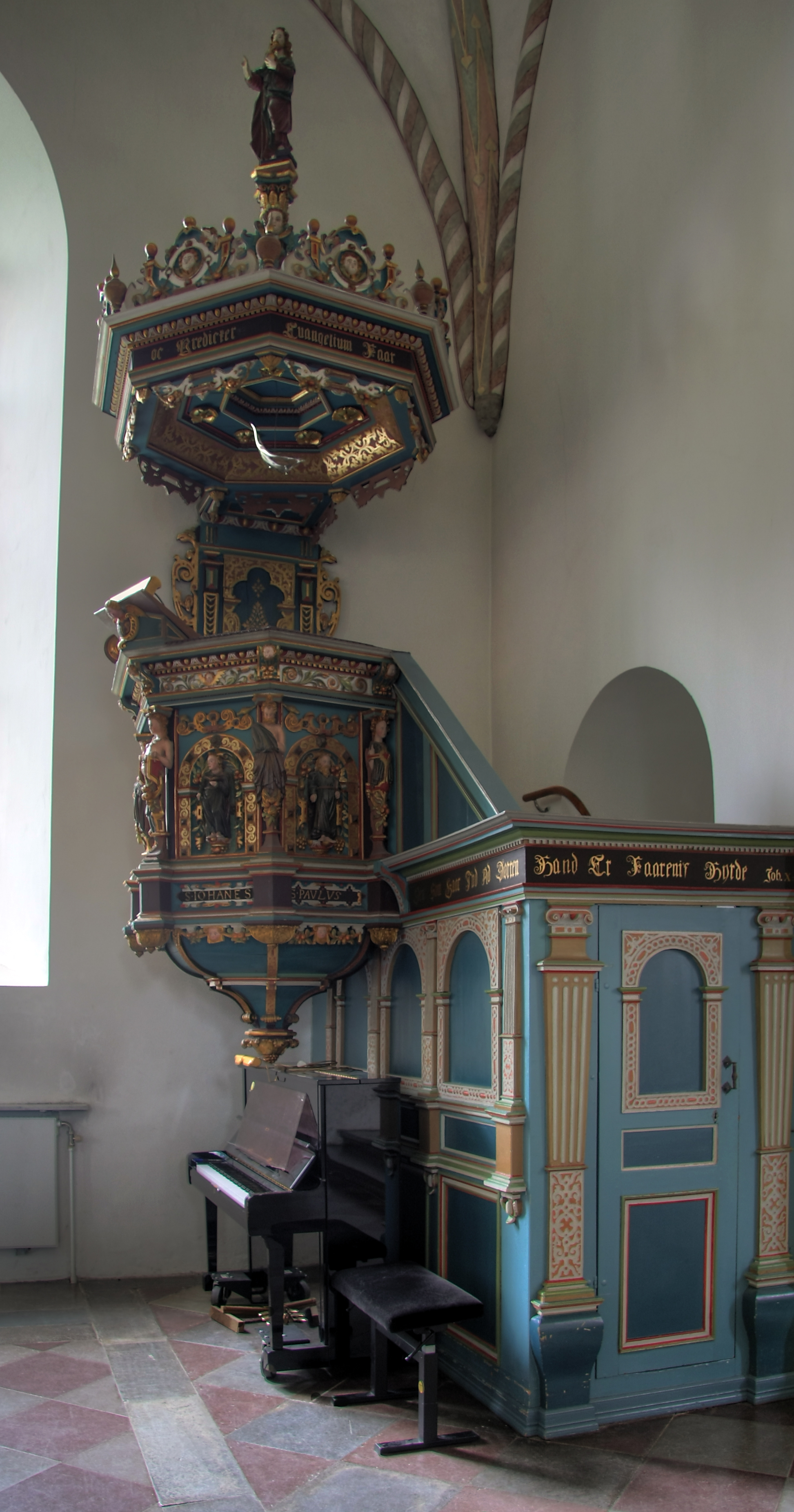
Predikstol från 1609
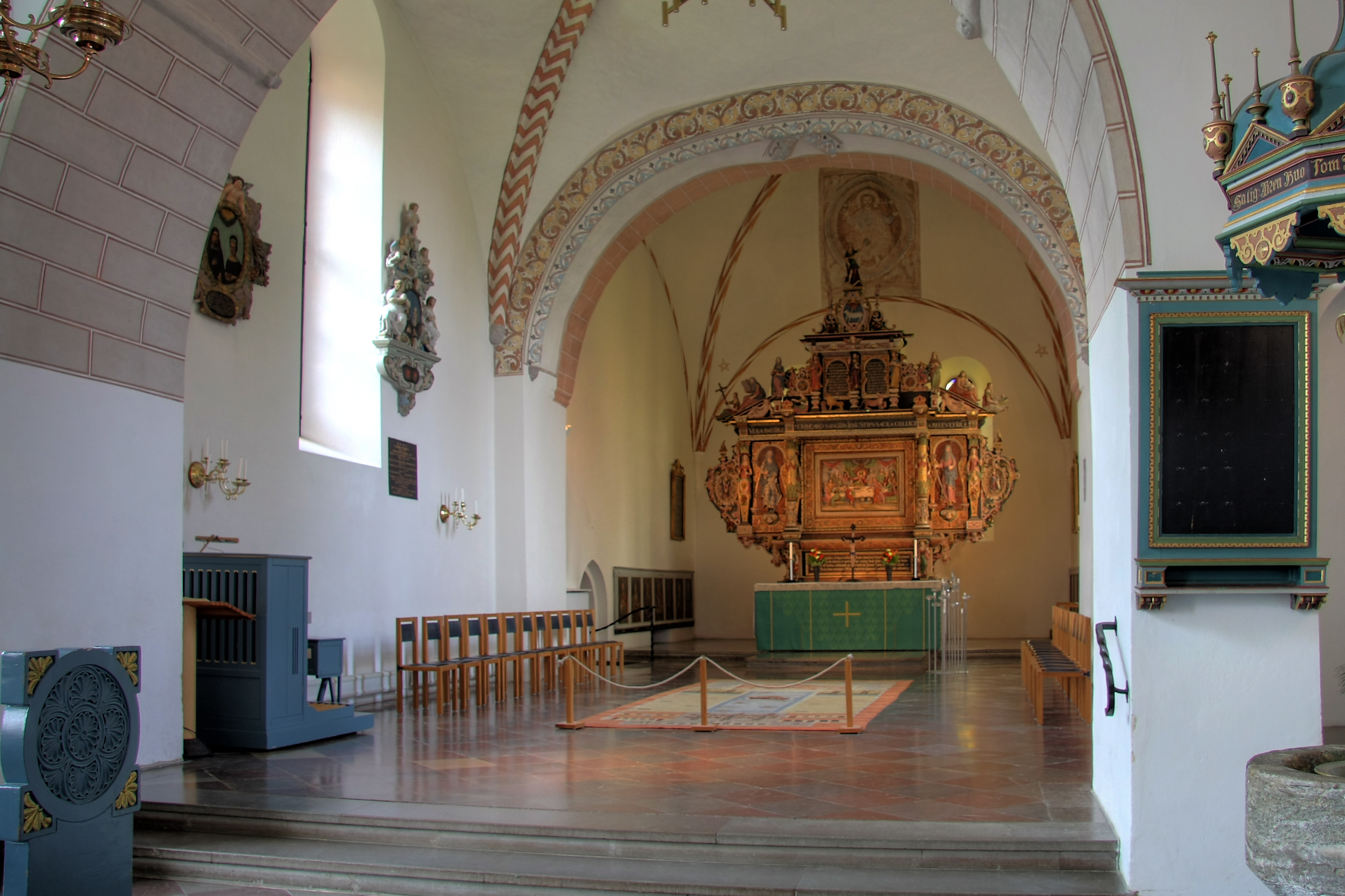
Koret med altartavla från 1636
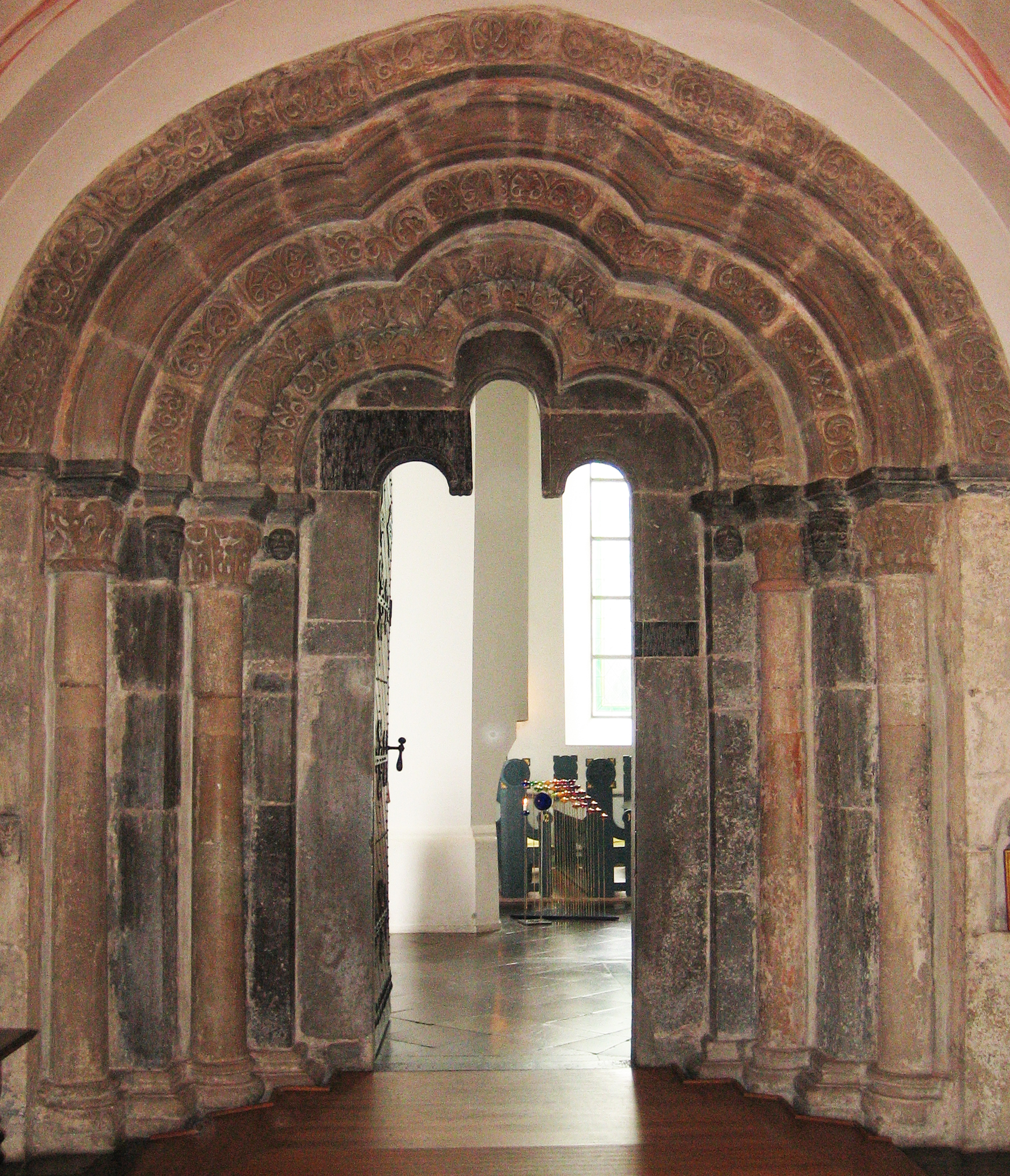
Södra porten
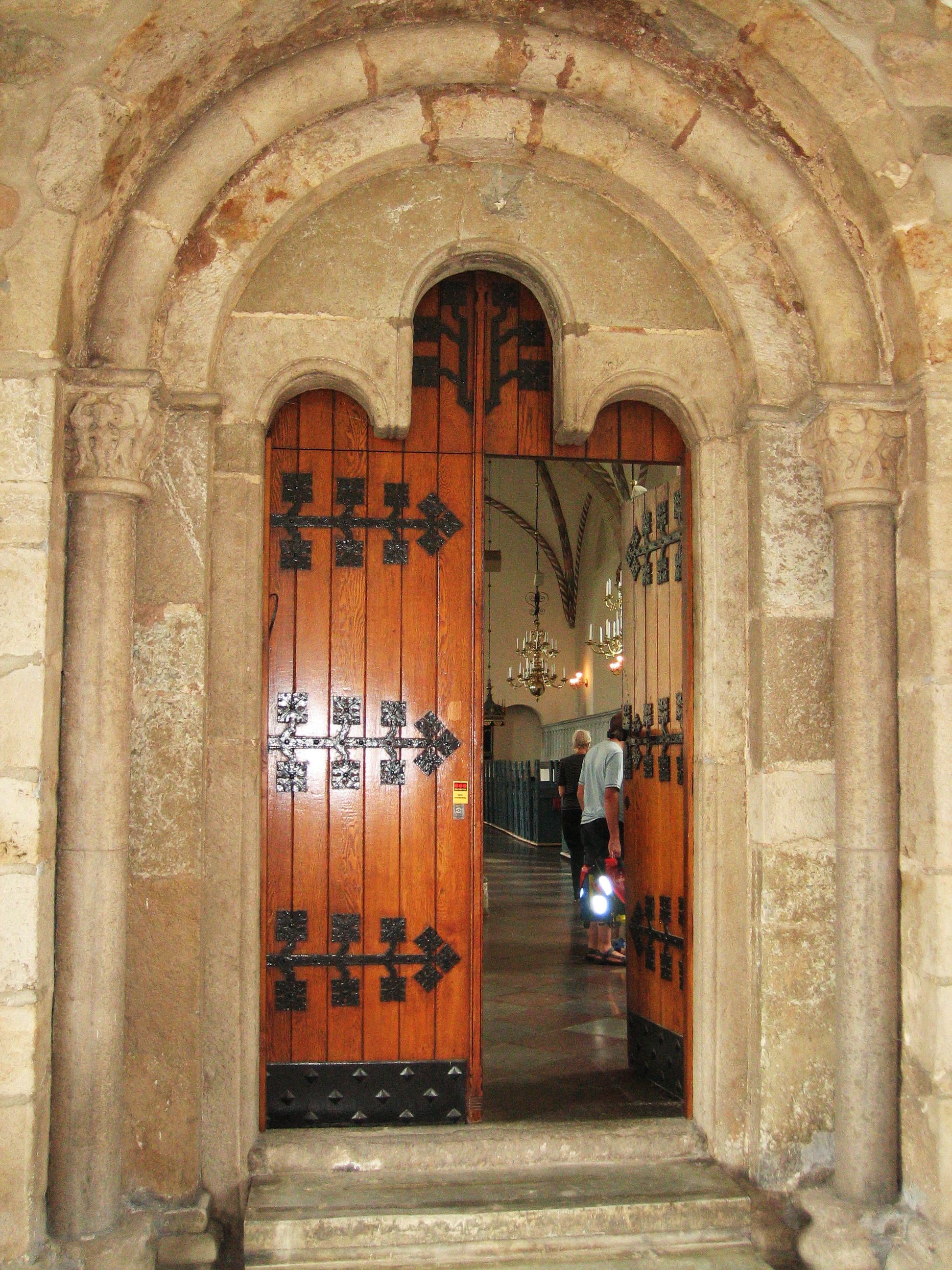
Västra porten
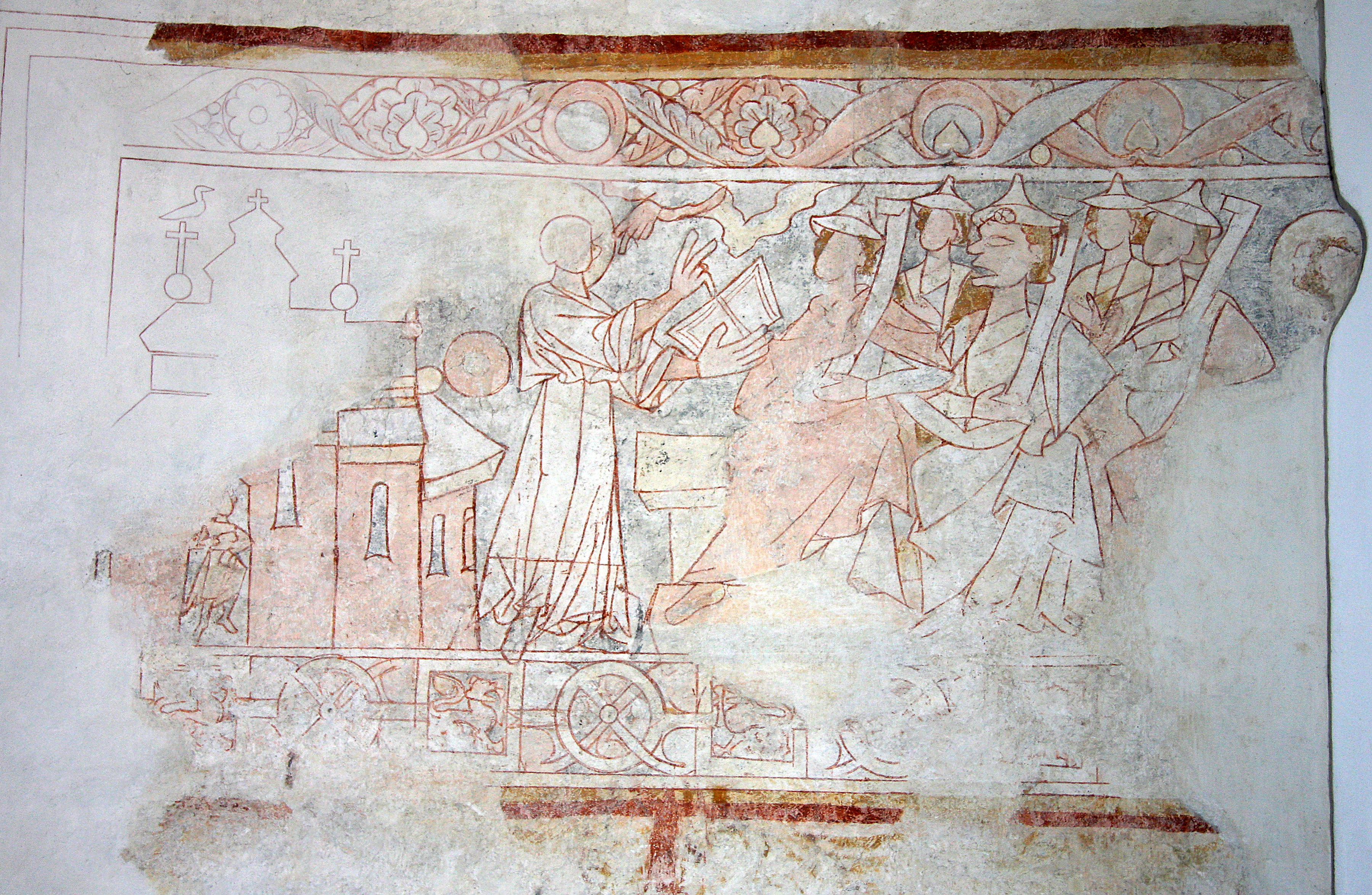
Väggmålning i nedre delen av kyrkan